# Фор-Лейкс (Вашингтон)
Фор-Лейкс (англ. Four Lakes) — переписна місцевість (CDP) в США, в окрузі Спокен штату Вашингтон. Населення — 537 осіб (2020).

## Географія
Фор-Лейкс розташований за координатами 47°33′26″ пн. ш. 117°34′53″ зх. д. / 47.55722° пн. ш. 117.58139° зх. д. (47.557114, -117.581406).  За даними Бюро перепису населення США в 2010 році переписна місцевість мала площу 8,88 км², з яких 8,74 км² — суходіл та 0,14 км² — водойми.

## Демографія
Згідно з переписом 2010 року, у переписній місцевості мешкало 512 осіб у 209 домогосподарствах у складі 141 родини. Густота населення становила 58 осіб/км².  Було 234 помешкання (26/км²).
Расовий склад населення:
| - 92,4 % — білих - 1,2 % — корінних американців - 1,2 % — азіатів - 0,2 % — чорних або афроамериканців |

До двох чи більше рас належало 4,3 %. Частка іспаномовних становила 2,1 % від усіх жителів.
За віковим діапазоном населення розподілялося таким чином: 20,5 % — особи молодші 18 років, 64,5 % — особи у віці 18—64 років, 15,0 % — особи у віці 65 років та старші. Медіана віку мешканця становила 42,4 року. На 100 осіб жіночої статі у переписній місцевості припадало 110,7 чоловіків;  на 100 жінок у віці від 18 років та старших — 107,7 чоловіків також старших 18 років.
Середній дохід на одне домашнє господарство  становив 61 165 доларів США (медіана — 67 727), а середній дохід на одну сім'ю — 87 055 доларів (медіана — 98 807). 
Цивільне працевлаштоване населення становило 167 осіб. Основні галузі зайнятості: роздрібна торгівля — 22,8 %, публічна адміністрація — 22,8 %, виробництво — 19,8 %.